# Tulsa (livro)
Tulsa é uma coleção de fotografias a preto e branco de Larry Clark, sobre a vida de jovens em Tulsa, Oklahoma. A sua publicação em 1971 "abalou a comunidade da fotografia", gerando um novo interesse pelos trabalhos autobiográficos. Mais tarde conhecido por dirigir o filme Kids, Larry Clark era natural de Tulsa e foi viciado em drogas durante o período de 1963 a 1971 em que tirou as fotos. O livro é precedido pela declaração:
nasci em tulsa oklahoma em 1943. quando tinha dezasseis anos comecei a usar anfetaminas. fotografei os meus amigos todos os dias durante três anos e depois deixei a cidade, mas voltei ao longo dos anos. uma vez espetada a agulha, nunca volta a sair. LC 
Tulsa, o primeiro livro de Larry Clark, foi publicado em 1971 pela Lustrum Press, de Ralph Gibson. Dizia-se que graças à canção de Gene Pitney , "Twenty Four Hours from Tulsa ", de 1960, Tulsa representava "o amor da juventude e os valores familiares";  O livro de Larry Clark colocou isto em causa, com cenas de jovens a fazerem sexo, a injetar drogas e a brincar com armas de fogo.
Larry Clark afirmou que "não tirou as fotos como voyeur, mas como participante do que acontecia", e os comentários sobre o livro enfatizavam que Larry Clark não apenas convivia com os adolescentes retratados, mas "usava drogas com eles, dormia com eles e incluiu-se a ele mesmo nas fotografias"; tudo isto conferiu grande autenticidade ao trabalho, o que lhe rendeu numerosos elogios.
A crítica a Tulsa não se limitou a uma rejeição visceral das imagens do consumo de drogas, do sexo casual e das brincadeiras com armas; Martin Parr e Gerry Badger afirmaram que o "foco incessante [de Tulsa e de outro livro de Larry Clark, de 1983, com o título de Teenage Lust ] no aspeto desprezível das vidas retratadas, com aexclusão de quase tudo o resto — quer fotografado do 'interior' ou não — levanta preocupações sobre a exploração e a atração ao espectador para relações lascivas e voyeurísticas com a obra."

## Técnica Fotográfica
Larry Clark apresenta as suas técnicas no livro Darkroom, publicado em 1977 pela Lustrum Press. Referindo-se especificamente a Tulsa, escreve: "Queimo e exponho muito quando faço as impressões e depois uso lixívia. Não há uma única fotografia certa no livro Tulsa. Quando fotografo procuro sempre fotografar contra a luz (em referência à imagem da capa de Tulsa intitulada 'Dead, 1970'). A película não aguenta isto tudo e fica queimada, já que faço a exposição para as sombras."

## Exposições e coleções
- George Eastman House ( Rochester, Nova York ) possui um conjunto completo das cinquenta gravuras usadas para fazer o livro original. [1]
- O International Center of Photography (New York) expôs as gravuras, juntamente com outras não incluídas no livro. [6]
- O Museu Groninger ( Groningen ) comprou a série de gravuras em 1998 e exibiu-as em janeiro – abril de 2005. [7]
- Maison européenne de la photographie ( Paris ) apresentou a série de outubro de 2007 a janeiro de 2008. [8]
- O Columbia Museum of Art apresentou a série de outubro de 2009 a fevereiro de 2009.
- O Whitney Museum possui 69 obras de Clark, incluindo a imagem da capa de Tulsa . [9]
- O Chrysler Museum of Art possui a série Tulsa.
- O Zimmerli Art Museum da Rutgers University possui a série Tulsa.

## Edições
- Tulsa. Nova York: Lustrum Press, 1971. Brochado.OCLC 1074006958 .
- Tulsa. Nova York: Larry Clark, [1979] ("1971"). Capa dura.
- Tulsa. 1983.
- Tarusa (タルサ) / Tulsa. Tóquio: Galeria Taka Ishii. 1996. Capa dura. Tiragem: 1000.OCLC 38442374.
- Tulsa. Sl: Printed Matter, 1999.OCLC 82804556.
- Tulsa. Nova York: Grove, 2000.
  - Capa dura em caixa, com gravura. Tiragem: 250.ISBN 0-8021-1678-7 0-8021-1678-7 .
  - Capa dura.ISBN 0-8021-1677-9.
  - Brochado.ISBN 0-8021-3748-2.